# Интернеурон
Интернеурони (такође звани интернунциални неурони, релејни неурони, неурони повезивања, неурони конектора, средњи неурони или неурони локалног кола) су неурони који повезују два региона мозга, тј. не директни моторни неурони или сензорни неурони. Интернеурони су централни чворови неуронских кола, омогућавајући комуникацију између сензорних или моторних неурона и централног нервног система (ЦНС). Они играју виталну улогу у рефлексима, неуронским осцилацијама и неурогенези у мозгу одраслих сисара.
Интернеурони се даље могу поделити у две групе: локални интернеурони и релејни интернеурони. Локални интернеурони имају кратке аксоне и формирају кола са оближњим неуронима за анализу малих делова информација. Релејни интернеурони имају дугачке аксоне и повезују кола неурона у једном региону мозга са онима у другим регионима. Међутим, генерално се сматра да интернеурони функционишу углавном у локалним областима мозга. Интеракција између интернеурона омогућава мозгу да обавља сложене функције као што су учење и доношење одлука.

## Структура
У неокортексу (који чини око 80% људског мозга), приближно 20–30% неурона су интернеурони. Истраживања молекуларне разноликости неурона отежана су немогућношћу да се изолују ћелијске популације рођене у различито време ради анализе експресије гена. Ефикасно средство за идентификацију коетаних интернеурона је датум рођења неурона. Ово се може постићи коришћењем аналога нуклеозида као што је ЕдУ.
Године 2008. предложена је номенклатура за карактеристике ГАБАергичних кортикалних интернеурона, названа Петила терминологија.